# Ballet West
Il Ballet West è una compagnia di balletto americana con sede a Salt Lake City, nello Utah. Non deve essere confuso con il Ballet West di Taynuilt, in Scozia.

## Storia
Fu fondato nel 1963 con la denominazione Utah Civic Ballet da Willam F. Christensen, il primo direttore artistico della compagnia, e Glenn Walker Wallace, la "First Lady of The arts dello Utah" , che ne assunse la presidenza. Christensen aveva precedentemente organizzato il primo dipartimento di danza in un'università americana, all'Università dello Utah, per l'esattezza nel 1951,  e con l'instancabile assistenza della signora Enid Cosgriff questo programma crebbe fino a diventare lo Utah Civic Ballet, la prima incarnazione del Ballet West. Ma questa non era la prima compagnia di balletto guidata da Willam Christensen. Insieme ai suoi fratelli Lew e Harold, Christensen fece storia prendendo sotto le sue ali la più antica compagnia di balletto negli Stati Uniti occidentali, il San Francisco Ballet. Qui egli creò le prime produzioni americane di Coppélia, Il lago dei cigni e Lo schiaccianoci, che rimane nel repertorio del Ballet West fino ad oggi.
Pioniere del balletto del XX secolo, Christensen sviluppò un repertorio chiaramente americano e teatrale per la sua compagnia basata sulle sue prime esperienze nello Utah e a New York City ed anche sulla formazione dei suoi anni che attraversavano il giro del Vaudeville americano. Creò anche un forte collegamento con le opere di George Balanchine.
Nel 1968 la Federazione degli stati delle Montagne Rocciose scelse la compagnia per rappresentare quel gruppo e, per estensione, per rappresentare gli Stati Uniti occidentali. Per questa scelta, il nome della compagnia fu cambiato in Ballet West. 
The Ballet West Academy è la scuola ufficiale del Ballet West e si trova a Salt Lake City.
Nel 1975 Christensen invitò il grande ballerino americano Bruce Marks a unirsi a lui come condirettore artistico del balletto. Marks divenne direttore artistico nel 1978 quando Christensen andò in pensione. Sotto la direzione di Marks la compagnia presentò la sua prima produzione completa del Lago dei cigni e si guadagnò la reputazione di far crescere coreografi emergenti dell'epoca. Anche in questo periodo Marks fece storia, insieme a sua moglie, l'acclamata ballerina danese Toni Lander, presentando la prima produzione americana di Abdallah del famoso coreografo danese del XIX secolo, August Bournonville. John Hart, CBE, ex ballerino, amministratore e vicedirettore del Royal Ballet in Inghilterra, successe a Marks come direttore artistico del Ballet West nel 1985. Sotto la sua guida, il repertorio della compagnia fu ampliato per inserire i più amati classici del XIX secolo come La bella addormentata. Hart arricchì ulteriormente il repertorio di balletti della compagnia con le opere di molti maestri dell'inizio del XX secolo, in particolare il grande coreografo inglese, Sir Frederick Ashton. Dal 1985 al 1996, Hart ingaggiò Val Caniparoli, residente a San Francisco, come coreografo residente del Ballet West. Il ballerino e coreografo Jonas Kåge fu direttore artistico dal 1997 al 2006. In questo periodo Kåge ha mantenuto il repertorio classico del Ballet West rivitalizzandone il profilo con importanti coreografi della fine del XX secolo come Christopher Bruce, Hans van Manen, Glen Tetley e William Forsythe.
Il Ballet West è stato presentato nella serie TV reality Breaking Pointe nell'estate del 2012, e nel 2013 trasmesso dalla CW Network, parte di una produzione BBC.

## Direttori artistici
Il direttore artistico fondatore Willam Christensen si ritirò nel 1978. Gli succedette Bruce Marks, che era stato condirettore artistico dal 1975. A partire dal 1985, il terzo direttore artistico della compagnia era John Hart, CBE, ex ballerino, amministratore, e assistente al direttore del Royal Ballet. Dal 1997 al 2006, l'incarico andò a Jonas Kåge, ballerino e coreografo..
Il quinto e attuale direttore artistico della compagnia è Adam Sklute, che ha lavorato in quella veste dal 2007. Sklute è stato ballerino, maestro di ballo e direttore associato del Joffrey Ballet.

## Compagnia di danza
I ballerini del Ballet West a gennaio 2016 erano i seguenti:

### Artisti principali
| Nome               | Luogo di nascita          | Data di ingresso | Scuola                                                                                      |
| ------------------ | ------------------------- | ---------------- | ------------------------------------------------------------------------------------------- |
| Emily Adams        | Newtown, Pennsylvania     | 2007             | The School of American Ballet, Studio Maestro, Ballet Technique, and Princeton Ballet       |
| Adrian Fry         | Omaha, Nebraska           | 2010             | Omaha Theater Ballet School, School of American Ballet, and Pacific Northwest Ballet School |
| Katherine Lawrence | Fairfield, Connecticut    | 2004             | Connecticut Dance School, followed by The Harid Conservatory                                |
| Chase O'Connell    | Fredericksburg, Virginia  | 2012             | The Royal Ballet School, and Kirov Academy of Washington D.C                                |
| Christopher Ruud   | San Francisco, California | 1998             | San Francisco Ballet School, University of Utah Department of Ballet                        |
| Beckanne Sisk      | Longview, Texas           | 2010             | The Rock School for Dance Education                                                         |
| Rex Tilton         | San Diego, California     | 2008             | Pacific Northwest Ballet School, San Francisco Ballet School, and School of American Ballet |
| Arolyn Williams    | Rowe, Massachusetts       | 2006             | Pioneer Valley Ballet and University of North Carolina School of the Arts                   |

### Primi solisti
| Nome                | Luogo di nascita             | Data di ingresso | Scuola                                                             |
| ------------------- | ---------------------------- | ---------------- | ------------------------------------------------------------------ |
| Allison DeBona      | Pittsburgh, Pennsylvania     | 2007             | The Parou Ballet, followed by the Pittsburgh Youth Ballet          |
| Sayaka Ohtaki       | Tokyo, Japan                 | 2010             | Inoue Ballet School in Japan                                       |
| Beau Pearson        | San Francisco, California    | 2007             | The Academy of Ballet in San Francisco                             |
| Christopher Sellars | Huntington Beach, California | 2006             | Orange County Dance Center and The Rock School for Dance Education |

### Solisti
| Nome                | Luogo di nascita      | Data di ingresso | Scuola                                                                         |
| ------------------- | --------------------- | ---------------- | ------------------------------------------------------------------------------ |
| Katlyn Addison      |                       | 2011             |                                                                                |
| Katie Critchlow     | San Diego, California | 2006             | The San Elijo Dance Academy in San Diego, followed by Pacific Northwest Ballet |
| Tyler Gum           |                       | 2009             |                                                                                |
| Jenna Rae Herrera   |                       | 2007             |                                                                                |
| Alexander MacFarlan |                       | 2007             |                                                                                |

### Semisolisti
| Nome               | Luogo di nascita | Data di ingresso | Scuola |
| ------------------ | ---------------- | ---------------- | ------ |
| Lindsay Bond       |                  | 2008             |        |
| Trevor Naumann     |                  | 2009             |        |
| Jordan Veit        |                  | 2012             |        |
| Joshua Whitehead   |                  | 2010             |        |
| Chelsea Keefer     |                  | 2014             |        |
| Gabrielle Salvatto |                  | 2014             |        |

### Corpo di ballo
- Paige Adams
- Kimberly Ballard
- Hadriel Diniz
- Dominic Ballard
- Lillian Casscells
- Olivia Guiti
- Kyle Davis
- Lucas Horns
- Amber Miller

- Emily Neale
- Kazlyn Nielson
- Oliver Oguma
- Jordan Richardson
- Joshua Shutkind
- Anisa Sinteral
- Ronald Tilton
- Kristina Weimer
- Elizabeth Weldon

### Ballet West II, Artisti seconda compagnia
- Stephanie Buesser
- Levi Durie
- David Huffmire
- Jordan De Pina
- Ashleigh Richardson
- Joseph Lynch
- Noel Jensen

- Jenae Korte
- Jake Preece
- Cy Doherty
- Hannah Sterling
- Alexandra Terry
- Victoria Vassos